# أتلي غدناسون
أتلي غدناسون هو لاعب كرة قدم آيسلندي في مركز الهجوم، ولد في 28 سبتمبر 1984 في آيسلندا. شارك مع منتخب آيسلندا لكرة القدم. أما مع النوادي، فقد لعب مع فيمليكافيلاغ هافنارفيارذار وهاندكناتليكسفلغ كوبافوغور.

## وصلات خارجية
- أتلي غدناسون على موقع قاعدة بيانات كرة القدم.إي يو (الإنجليزية)
- أتلي غدناسون على موقع ناشيونال فوتبول تيمز (الإنجليزية)
- أتلي غدناسون على موقع Soccerway.com (الإنجليزية)